# Montsembosc
Der Montsembosc (Umbenennung vom bisherigen Namen Séoune, der als Doppelbezeichnung Verwirrung stiftete) ist ein kleiner Fluss in Frankreich, der im Département Tarn-et-Garonne der Region Okzitanien und im Département Lot-et-Garonne der Region Nouvelle-Aquitaine verläuft. Er entspringt im östlichen Gemeindegebiet von Montaigu-de-Quercy, entwässert generell Richtung Westsüdwest und mündet nach rund 15 Kilometern im Gemeindegebiet von Beauville als linker Nebenfluss in die Petite Séoune.

## Orte am Fluss
(Reihenfolge in Fließrichtung)
- Montsembosc, Gemeinde Montaigu-de-Quercy
- La Tuilière, Gemeinde Montaigu-de-Quercy
- Vayssières, Gemeinde Lacour
- Lacour
- Noyers, Gemeinde Beauville